# Histoire Véritable
Histoire Véritable é um manuscrito escrito pelo filósofo Montesquieu entre 1730 e 1738.
A obra é uma imitação da True History de Lucien de Samosate. Não é realmente um romance, mas sim um conto filosófico.
Existem várias versões do manuscrito encontradas nos papéis de Montesquieu, a publicada pelo Barão Montesquieu em 1892 é uma versão revisada, enquanto a publicada em 1902 é uma versão primitiva. Roger Caillois em sua edição crítica apresenta as diferenças entre as versões do texto.

## Resumo
O narrador conta as aventuras que viveu ao longo de suas várias vidas, seja ele homem, mulher ou animal. Todas as suas vidas são uma série de provações causadas por seu "gênio".

## Gênese do texto
Montesquieu havia escrito uma fantasia romântica em sua juventude: True History, baseada na metempsicose. Por volta de 1730, Montesquieu enviou seu manuscrito ao amigo Jean-Jacques Bel para comentários, o que Bel não hesitou em fazer. A Biblioteca Municipal de Bordéus mantém o rascunho da resposta de Bel.
Finalmente, Montesquieu decide não publicar sua Verdadeira História. Foi somente em 1892 que o manuscrito foi descoberto e publicado em Melanges inédits de Montesquieu, volume I. Ao mesmo tempo, um estudioso de Bordeaux, Louis de Bordes de Fortage, descobriu nos arquivos da família Lainé o manuscrito que Montesquieu havia enviado a Bel para comentário: True History.
Uma comparação do texto original, Notas de Bel e texto revisado por Montesquieu, foi publicada em 1993, o que mostra até que ponto Montesquieu levou em consideração a opinião de Bel.

### Edições
- Histoire Véritable dans Mélanges inédits de Montesquieu volume II, publicado pelo Barão de Montesquieu, Bordeaux et Paris, Gounouilhou et Rouam, 1892, p. 31 à 84
- Histoire Véritable, introdução e notas de Louis Bordes de Fortage, Bordeaux, Gounouilhou, 1902, 78 p. (online)
- Histoire Véritable, prefácio e notas de Louis Emié, Paris, Gallimard, 1942, 152 p.
- Histoire Véritable, edição crítica de Roger Caillois, Lille et Genève, Giard et Droz, 1948, 84 p.
- Histoire Véritable et autres fictions, edição de Catherine Volpilhac-Auger et Philip Stewart, Paris, Gallimard, 2011, 364 p.

### Estudos
- Jacques Rustin, « L’Histoire véritable dans la littérature romanesque du XVIIIe siècle », Cahiers de l'association internationale d’études françaises 18 (mars 1966), p. 89-102.
- Alberto Postigliola, « L'Histoire véritable. Prélude épistémologique à L’Esprit des lois », Cahiers Montesquieu 1 (1993), p. 147-167.
- Jean-François Perrin, « Métempsycose. Soi-même comme multitude : le cas du récit à métempsycose au XVIIIe siècle », Dix-Huitième Siècle 41 (2009), p. 169-186.
- Philip Stewart et Catherine Volpilhac-Auger, Histoire véritable et autres fictions, Paris, Gallimard, « Folio Classique », 2011, introductions.
- Carole Dornier, article du Dictionnaire Montesquieu, ENS, Lyon, 2013 : http://dictionnaire-montesquieu.ens-lyon.fr/fr/article/1376475643/fr/